# Nissan Z
Nissan Z,  відомий в Японії як Nissan Fairlady Z (яп .日産・フェアレディZ , Гепберн: Nissan Fearedi Zetto), є сьомим поколінням лінійки спортивних автомобілів Z-car, виробленої компанією Nissan. Модель прийшла на зміну 370Z, хоча побудована на модифікованій і переглянутій версії платформи попереднього покоління.  Модель також позбавляється цифрової номенклатури попередніх поколінь.
Z був представлений у серпні 2021 року. Він оснащається двигуном Nissan VR30DDTT і побудований на еволюції платформи Nissan FM Z34, що дало код моделі «RZ34». Він також має два варіанти трансмісії, 6-ступінчасту механічну та 9-ступінчасту автоматичну коробку передач. Поставки почалися наприкінці 2022 року та пропонуються з двома комплектаціями «Performance» і «Sport». Більш потужний і орієнтований на трек, Z Nismo був представлений у липні 2023 року зі значними оновленнями порівняно зі стандартною версією. Z також бере участь у різних автоспортах, таких як Super GT і GT4 Racing . Його добре сприйняли автолюбителі та автомобільні видання, отримавши нагороду Drive's Car of the Year і став фіналістом конкурсу World Car of the Year. 

## Історія

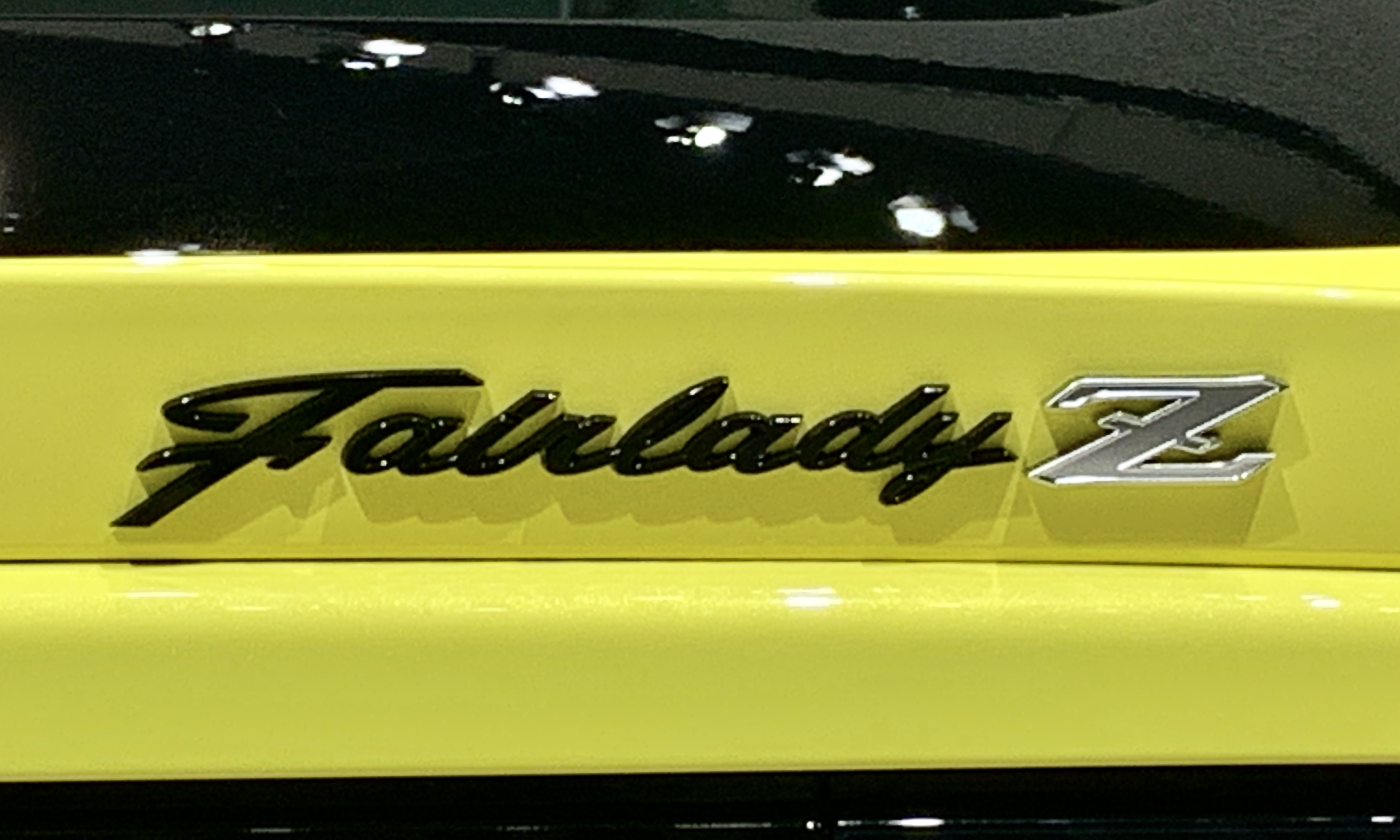
Логотип Fairlady Z.

У 2018 році про Nissan Z сьомого покоління вперше натякнув Альфонсо Альбайса, старший віце-президент із глобального дизайну Nissan, який підтвердив австралійському автомобільному журналу WhichCar , що розробляється прямий наступник Nissan 370Z.  19 березня 2020 року компанія Nissan подала заявку на реєстрацію торгової марки для нової версії логотипу Z-car . 28 травня 2020 року в рамках глобального плану реструктуризації Nissan під назвою «Nissan Next» офіційний канал Nissan на YouTube опублікував коротке відео, в якому демонструється оновлена лінійка автомобілів, включаючи новий Z-car; це відео також підтвердило, що новий Z-автомобіль матиме ретро-стиль, його загальна форма та круглі ходові вогні відсилають до 240Z.  15 вересня 2020 року компанія Nissan показала версію прототипу під назвою «Nissan Z Proto Concept».  Прототип мав довжину 4382 мм, що на 142 мм довше, ніж 370Z, і таку саму ширину.

## Двигуни
- 3.0 VR30DDTT V6 405 к.с. 475 Нм
- 3.0 VR30DDTT V6 426 к.с. 521 Нм (Nismo)

## Виробництво

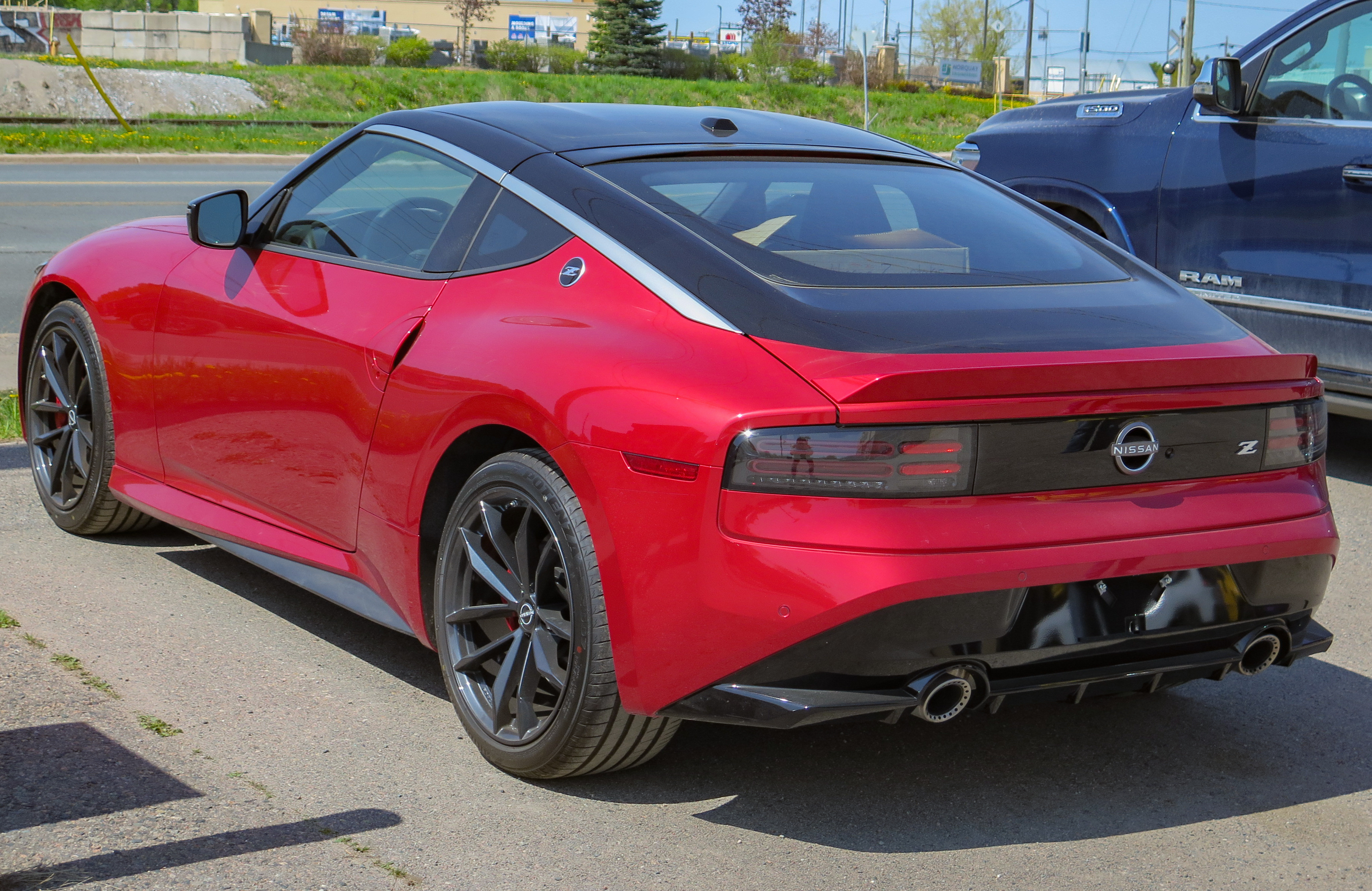
Вид ззаду

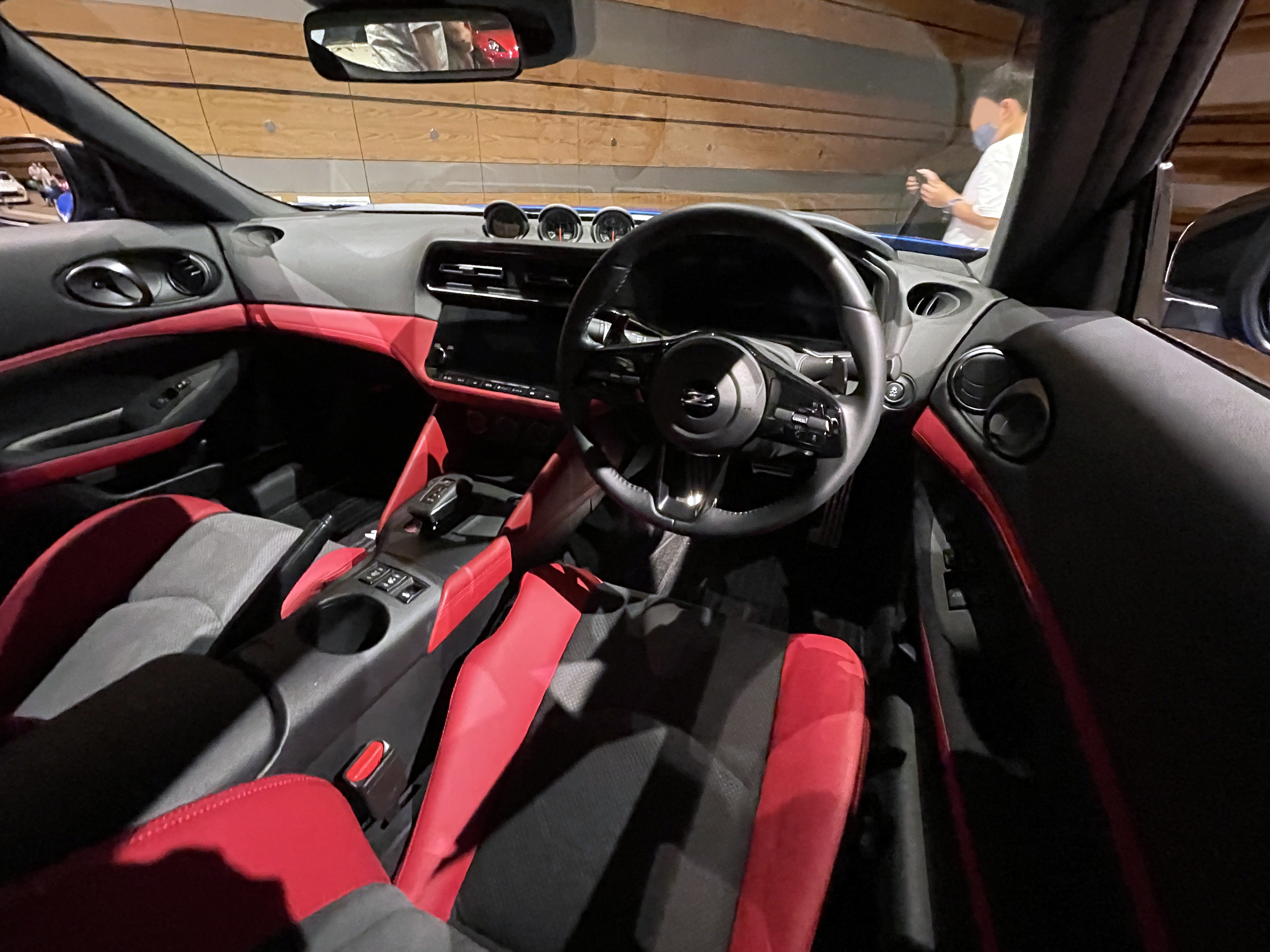

Прообразом серійної моделі Z став концепт Z Proto , який був представлений 15 вересня 2020 року.  Серійну версію Z було представлено 17 серпня 2021 року в Нью-Йорку офіційним каналом Nissan на YouTube, а також автомобіль презентував Коді Вокер (брат Пола Вокера).  Серійна модель пропонується в двох комплектаціях: Z Sport (Fairlady Z Version S в Японії) і Z Performance (Fairlady Z Version ST в Японії). Виробництво нового Z почалося в квітні 2022 року, а продажі повинні початися в червні 2022 року.  Однак у квітні 2022 року Nissan оголосив, що світові постачання Z будуть відкладені до середини 2022 року через вплив частин подачі.  Поставки почалися наприкінці 2022 року. У 2022 фінансовому році компанія Nissan досягла 263 продажів у США та 1771 продаж у США у 2023 фінансовому році, загалом станом на 31 грудня 2023 року в США було продано 2034 одиниці Z.
Nissan оголосив, що Z не буде доступний для європейських ринків, включаючи Велику Британію, Ірландію, Туреччину та Україну (для України напевно не тільки через це), через суворі норми щодо викидів і шуму. Z продається лише на ринках Японії, Північної Америки, Австралії, Нової Зеландії, Південно-Східної Азії, Близького Сходу (країни GCC) і Латинської Америки.  Ціни на японський ринок Z були оголошені в квітні 2022 року: базова версія S (версія Sport) починається з ¥5 241 500 (41 081 долар США за курсом обміну на той час), а версія ST (версія Performance) починається з ¥6 462 500 (50 650 доларів США за курсом на той час).  Також було оголошено ціни в США, починаючи з 41 015 доларів США для спортивної версії та 51 015 доларів США для версії Performance. 

### Z Proto Launch Edition
Після представлення Z компанія Nissan оголосила, що початкова версія з механічною та автоматичною трансмісіями буде у продажу перед серійною моделлю. Видання під назвою «Z Proto Spec Edition» буде обмежено 240 одиницями та матиме ті ж характеристики, що й концепт Nissan Z Proto, включаючи чорно-жовтий колір екстер’єру, бронзові колеса з жовтими гальмівними супортами, чорні сидіння з жовтою строчкою та акценти та жовта ручка перемикання передач. Z Proto Launch Edition також мав жовті шви по всій кабіні, замшеві та тканинні панелі оздоблення дверей і значки Proto Spec.  Ціни на японський ринок для специфікацій Z Proto починаються з ¥6 966 300 (54 599 доларів США за поточним курсом обміну).  Ціни для Сполучених Штатів починаються з 54 015 доларів США.
Fairlady Z Customized Proto

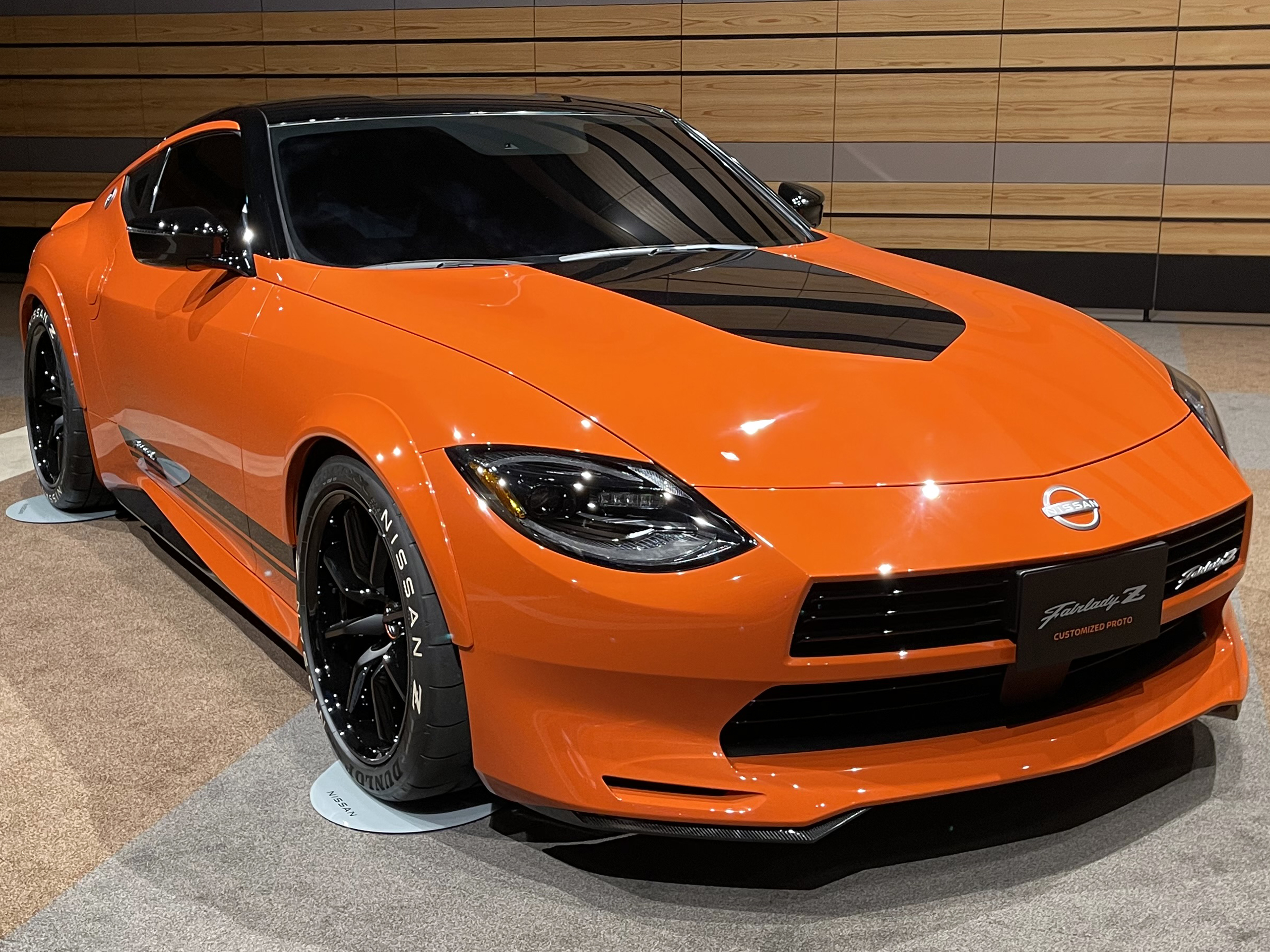
Nissan Fairlady Z Customized Proto

На Токійському автосалоні 2022 року Nissan представив унікальний прототип під назвою Fairlady Z Customized Proto, який дещо відрізнявся від Z Proto Launch Edition. Nissan стверджував, що вони представили цей Proto, щоб вшанувати спадщину своїх попередників і «виміряти інтерес клієнтів і шанувальників до потенційних майбутніх пропозицій аксесуарів».
Цей Fairlady Z Customized Proto має новий помаранчевий колір кузова, розділену передню решітку радіатора, чорні восьмиспицеві колеса з шинами з маркуванням «Nissan Z», пакет чорної графіки з чорним дахом, акцентами та смугами, розширювачами передніх крил і переднім спліттером із вуглецевого волокна та бічні спідниці. Жодних технічних змін у виробничій версії Z не було внесено.

### Z Performance
Z Performance (в Японії відомий як Fairlady Z Version ST) має той самий VR30DDTT, 3,0-літровий двигун V6 з подвійним турбонаддувом , який створює максимальну вихідну потужність 400 к.с при 6400 об/хв і 475 Н⋅м крутного моменту при 1600–5600 об/хв із червоною лінією при 6800 об/хв. Ця комплектація також має таку ж 6-ступінчасту механічну коробку передач і 9-ступінчасту автоматичну коробку передач. Ця комплектація зберігає всі функції та оновлення базової комплектації Sport, а також інші функції.
Інші оновлення включають: систему синхронізації обертів SynchroRev Match для моделей з механічною коробкою передач, пелюсткові перемикачі в стилі GT-R із системою запуску для моделей з автоматичною коробкою передач, ще більш спортивну настройку підвіски порівняно зі спортивною комплектацією, збільшені 14,0-дюймові передні гальмівні диски. і 13,8-дюймові ззаду, а також червоні плаваючі алюмінієві супорти з 4-поршневими спереду та 2-поршневими ззаду. Для комплектації Performance Nissan також пропонує диференціал обмеженого тертя з механічним зчепленням , 19-дюймові надлегкі ковані легкосплавні диски Rays з високопродуктивними вуличними шинами Bridgestone Potenza S007, передні та задні спойлери для покращення притискної сили, спортивні подвійні вихлопні отвори , шкіряні сидіння з підігрівом, електрорегулюванням у чотирьох напрямках, інформаційно-розважальна система діагоналлю 9,0 дюйма з сенсорним екраном із навігацією, сервіси NissanConnect та аудіосистема Bose із 8 динаміками .  Версія з механічною коробкою передач має споряджену вагу 1604 кг, а версія з автоматичною коробкою передач має споряджену вагу 1634 кг.

### Z Nismo

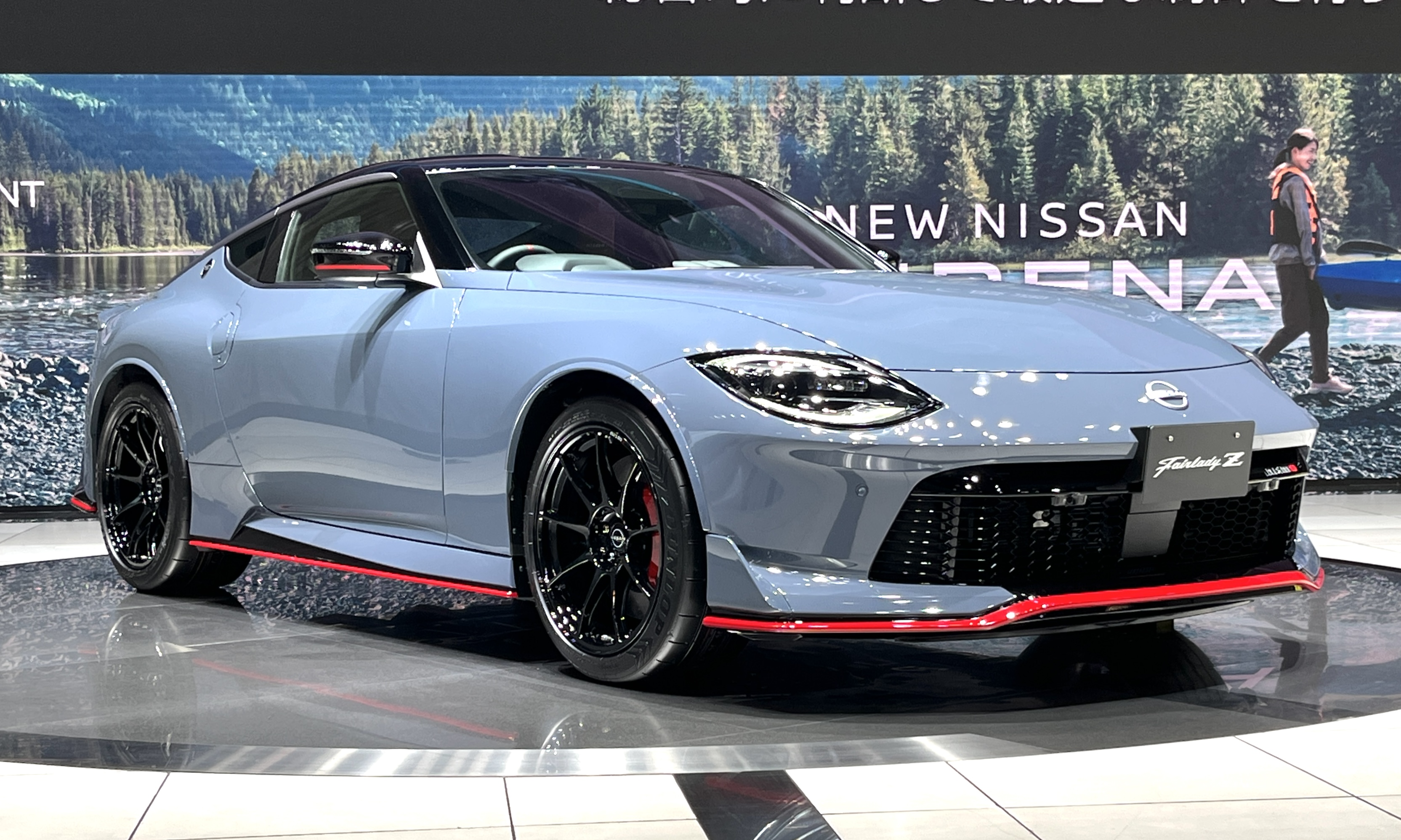
Nissan Z Nismo

Z Nismo було представлено 1 серпня 2023 року зі значними покращеннями порівняно зі стандартним Z як візуально, так і механічно. Починаючи з механічних модернізацій, двигун VR30DDTT пропонується з переробленим перепускним клапаном, покращеним випередженням запалювання, охолодженням двигуна та системою охолодження масла, натхненним GT-R Nismo. Максимальна вихідна потужність оновленого двигуна тепер становить 420 к.с. при 6400 об/хв і 521 Н⋅м крутного моменту при 2000–5200 об/хв. Автомобіль оснащувався лише 9-ступінчастою автоматичною коробкою передач з пакетами зчеплення, налаштованими Nismo, і програмним забезпеченням для керування двигуном. У результаті перемикання на нижчу передачу відбувається вдвічі швидше, а контроль запуску — агресивніший. Nissan розкрив причину відсутності версії з механічною коробкою передач через втрату продуктивності через повільніше перемикання передач. У Z Nismo представлений новий режим водіння «Sport+»; щоб дозволити швидке перемикання на нижчу передачу, щоб водієві не було необхідності використовувати пелюсткові перемикачі. Оновлення шасі включає додаткове кріплення, що підвищує жорсткість на кручення на 2,5 відсотка порівняно з Z Performance. Вуглецевий карданний вал стандарту Z замінено на сталевий карданний вал. У разі модернізації підвіски до Z Nismo були додані більш жорсткі втулки, точки кріплення та більші амортизатори. Його оновлені гальма мали більші 4-поршневі супорти, 15,0-дюймові гальмівні ротори спереду та 13,8-дюймові ротори ззаду, затиснуті потужною гальмівною колодкою. Загальна споряджена маса автомобіля тепер оцінюється в 1680 кг. 
Візуальні оновлення включають; модернізована передня панель із зміненою решіткою, носом і переднім спойлером, що забезпечує додаткове охолодження двигуна та притискну силу. Задній спойлер із трьох частин також був запропонований для завершення оновленого аеродинамічного пакету. Нові ексклюзивні колеса Nismo ширші та більш пофарбовані в глянцевий чорний колір. Вони були огорнуті більш липкими та орієнтованими на трасу шинами Dunlop SP Sport MAXX GT600. Інтер’єр автомобіля вирізнявся червоно-чорною кольоровою темою, а також новими ковшеподібними сидіннями Recaro , були змінені кермо, спідометр, а також інформаційно-розважальна система. Z Nismo надійшов у продаж обмеженою партією в третьому кварталі 2023 року.

### Z GT500

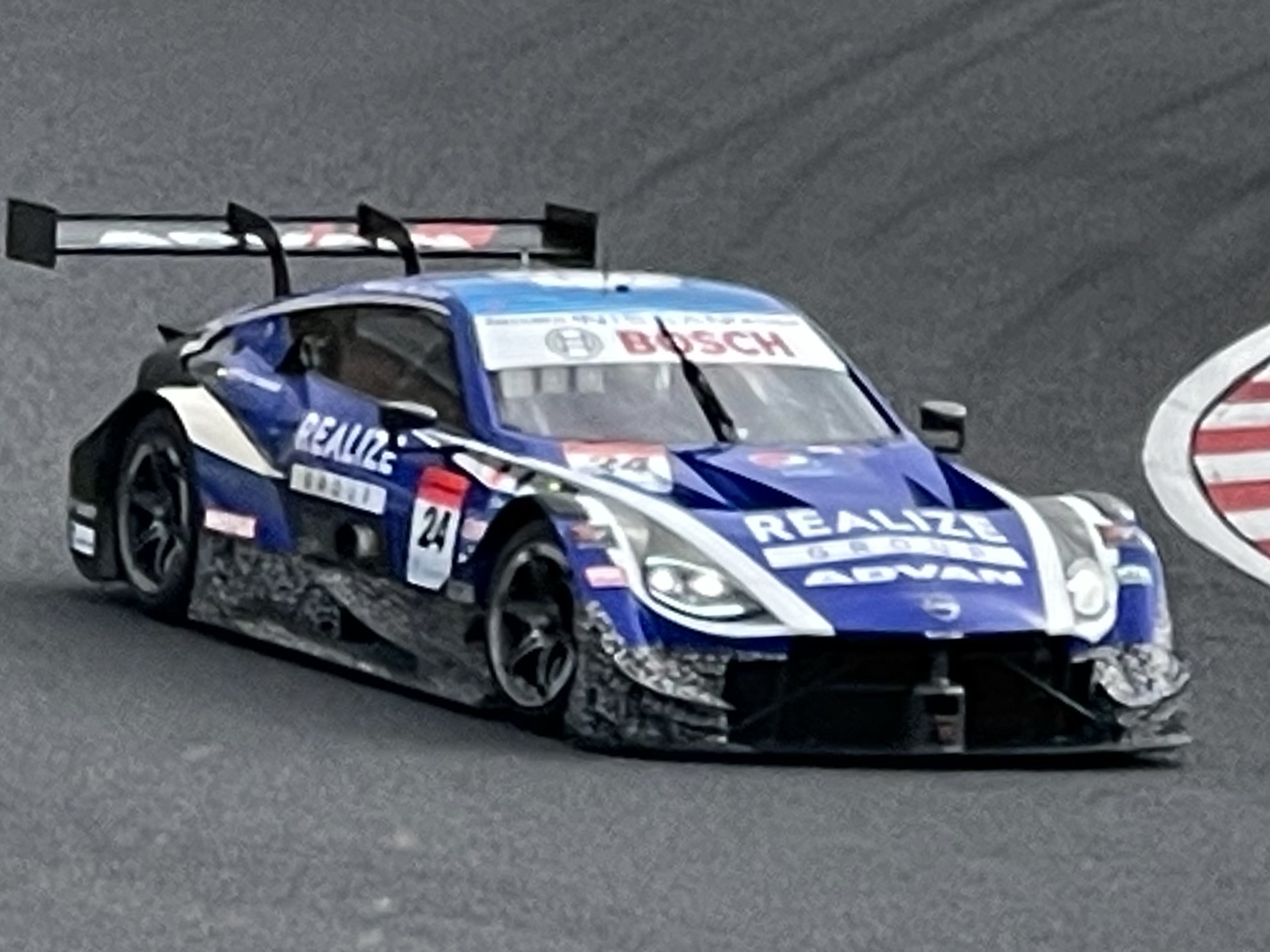
Nissan Z GT500

В грудні 2021 року Nissan продемонструвала трекову модифікацію Z GT500, виконану підрозділом Nismo, що вийшов на старт вже в 2022 році і замінив собою трекову модель GT-R. Болід Nissan Z GT500 підготовлений для японської гоночної серії Super GT. Відповідно до регламенту, його укомплектували 2,0-літровим турбодвигуном, потужність якого не повинна перевищувати 650 к.с.

## Продажі
| рік      | Японія | США  | Канада |
| -------- | ------ | ---- | ------ |
| 2022 рік | 408    | 263  | 4      |
| 2023 рік | 1,027  | 1771 | 407    |